# تاتا ۱۱۰۹
سیارک ۱۱۰۹ (به انگلیسی: 1109 Tata، نامگذاری:1929CU) هزار و صد و نهمین سیارک کشف شده‌است که در ۵ فوریه ۱۹۲۹ و در هایدلبرگ کشف شد.
قدر مطلق سیارک برابر ۱۰٫۰۶ است.